# Mouhssin Chehibi
Mouhssin Chehibi (Tétouan, 28 januari 1978) is een Marokkaanse middellangeafstandsloper die zich heeft gespecialiseerd in de 800 m. Hij werd tweemaal Marokkaans kampioen op deze discipline.
In 2000 maakte hij zijn olympisch debuut op de Olympische Spelen van Sydney. Hier werd hij in de halve finale van de 800 m uitgeschakeld met een tijd van 1.49,88. Bij de Afrikaanse kampioenschappen dat jaar in Algiers won hij een bronzen medaille. Met een tijd van 1.46,47 eindigde hij achter de Algerijnse kampioen op de 800 m, Djabir Saïd Guerni (goud; 1.45,88) en de Zuid-Afrikaan Mbulaeni Mulaudzi (zilver; 1.46,28).
Vier jaar later op de Olympische Spelen van 2004 in Athene behaalde hij zijn beste prestatie van zijn atletiekcarrière. Hij plaatste zich voor de finale, waarbij hij met een vierde plek (1.45,16) net het podium miste. Deze wedstrijd werd gewonnen door de Rus Joeri Borzakovski in 1.44,45. Eerder dat jaar won hij een gouden medaille bij de open Franse kampioenschappen met een tijd van 1.48,64.
Op zowel de wereldkampioenschappen atletiek 2005 in Helsinki als de wereldkampioenschappen atletiek 2007 in Osaka sneuvelde hij eveneens in de halve finale. Ook op de Olympische Spelen van 2008 in Peking was hij nog voor de finale uitgeschakeld.
Hij is getrouwd met de Marokkaanse atlete Hasna Benhassi.

## Titels
- Marokkaans kampioen 800 m - 1999, 2001

## Persoonlijke records
Outdoor
| Onderdeel | Prestatie | Datum         | Plaats     |
| --------- | --------- | ------------- | ---------- |
| 800 m     | 1.44,16   | 3 juli 2006   | Athene     |
| 1000 m    | 2.21,43   | 26 april 2003 | Torrevieja |

Indoor
| Onderdeel | Prestatie | Datum            | Plaats    |
| --------- | --------- | ---------------- | --------- |
| 800 m     | 1.47,45   | 6 maart 2004     | Boedapest |
| 1000 m    | 2.20,43   | 26 februari 2005 | Liévin    |

## Prestaties
| Jaar | Wedstrijd                         | Plaats  | Resultaat | Onderdeel | Tijd    |
| 2000 | Afrikaanse kampioenschappen       | Algiers | 3e        | 800 m     | 1.46,47 |
| 2001 | Universiade                       | Peking  | 6e        | 800 m     | 1.46,87 |
|      | Jeux de la Francophonie           | Ottawa  | 2e        | 800 m     | 1.46,63 |
| 2002 | Afrikaanse kampioenschappen       | Radès   | 4e        | 800 m     | 1.47,15 |
| 2003 | Noord-Afrikaanse kampioenschappen | Tunis   | 2e        | 800 m     | 1.46,90 |
| 2004 | Olympische Spelen                 | Athene  | 4e        | 800 m     | 1.45,16 |